# A.C. Carpi
A.C. Carpi là một câu lạc bộ bóng đá chuyên nghiệp của Ý có trụ sở tại Carpi thuộc tỉnh Modena. Carpi FC 1909 được thành lập vào năm 1909 và tái thành lập vào năm 2000.
Màu sắc của Carpi là màu trắng và màu đỏ, do đó có biệt danh "Biancorossi". Vào cuối của mùa giải 2012–13, Carpi giành quyền lên chơi tại Serie B. Ngày 28 tháng 4 năm 2015, Biancorossi giành xuất thăng hạng lên Serie A. Đội bóng vùng Emilia-Romagna trước đây chơi trên sân Stadio Sandro Cabassi. Sân Alberto Braglia sẽ là ngôi nhà mới của họ cho mùa giải 2015-16. Sân Sandro Cabassi không đáp ứng quy định Serie A nên họ buộc phải di chuyển.
Trong lịch sử, Carpi đã giành một chức vô địch Seconda Divisione, một Serie B, một Serie C, một Lega Pro Seconda Divisione và ba Serie D. Ở cấp độ khu vực, Carpi giành một chức vô địch Promozione, một Prima Divisione và hai Prima Categoria.

## Lịch sử

### A.C.Carpi (1909-2000)
Câu lạc bộ được thành lập vào mùa hè năm 1909 bởi sinh viên địa phương Adolfo Fanconi với tên Jucunditas (tiếng Latin có nghĩa là "gaiety"), và đổi tên của đội thành Associazione Calcio Carpi vài năm sau đó. Carpi đã chơi ba mùa giải tại Giải vô địch bóng đá Ý, tiền thân của Serie A ,từ mùa giải 1919-20 cho đến mùa giải 1921-22. Bắt đầu từ những năm 1930, họ chủ yếu chơi giữa Serie C và Serie D. Carpi đã đạt được kết quả tốt nhất của họ vào năm 1997, khi đội kết thúc ở vị trí thứ 3 dưới thời huấn luyện viên Luigi De Canio cho phép họ chơi playoffs thăng hạng Serie B và thua Monza ở đó. Câu lạc bộ đã bị hủy bỏ vào năm 2000 sau khi xuống hạng Serie D và phá sản.

### Carpi F.C 1909
Một câu lạc bộ mới, tên là Calcio Carpi, đã được nhận vào Eccellenza Emilia-Romagna. Câu lạc bộ đã có tên hiện tại vào năm 2002, sau khi thăng hạng lên Serie D và sáp nhập với đội thứ hai của thành phố, Dorando Pietri Carpi, cũng vừa thăng hạn lên Serie D.

## Danh hiệu

### Quốc nội

#### Giải vô địch
- Serie B

- Vô địch (1): 2014–15

- Seconda Divisione

- Vô địch (1): 1922–23

- Serie C

- Vô địch (1): 1945–46

- Lega Pro Seconda Divisione/Girone A
  - Vô địch (1): 2010–11
- Serie D

- Vô địch (3): 1963–64, 1973–74, 1977–78

#### Cúp
- Coppa Italia Lega Pro
  - Á quân (1): 2010–11
- Supercoppa di Lega di Seconda Divisione
  - Á quân (1): 2010–11

#### Giải khu vực
- Promozione
  - Vô địch (1): 1914–15
- Prima Divisione
  - Vô địch (1): 1949–50
- Prima Categoria
  - Vô địch (2): 1960–61, 1961–62

### Giải trẻ
- Campionato Nazionale Dante Berretti
  - Vô địch Serie C (1): 1990–91